# Hauswaldská kaple
Hauswaldská kaple (kaple Nanebevzetí Panny Marie) stávala pod Kostelním vrchem nedaleko obce Srní na Šumavě. Zdejší pramen se pro své zázračné léčivé schopnosti stal cílem mnoha poutníků (místu se říkalo malé šumavské Lurdy), a proto byla v roce 1820 na místě postavena kaple. Roku 1860 k ní přibyla další, kterou v roce 1902 nahradila kaple třetí. Obě stavby byly zničeny v roce 1957 československou armádou při budování vojenského prostoru. Během likvidace kaplí se podařilo zachránit sochu Panny Marie Lurdské, která byla umístěna na nové místo v kostele v nedalekém Srní. Zásluhou občanského sdružení Karel Klostermann – spisovatel Šumavy se podařilo v roce 2006 obnovit základy kaple a pramen. Dnes místem prochází naučná stezka s názvem Okolo Kostelního vrchu.

## Fotogalerie

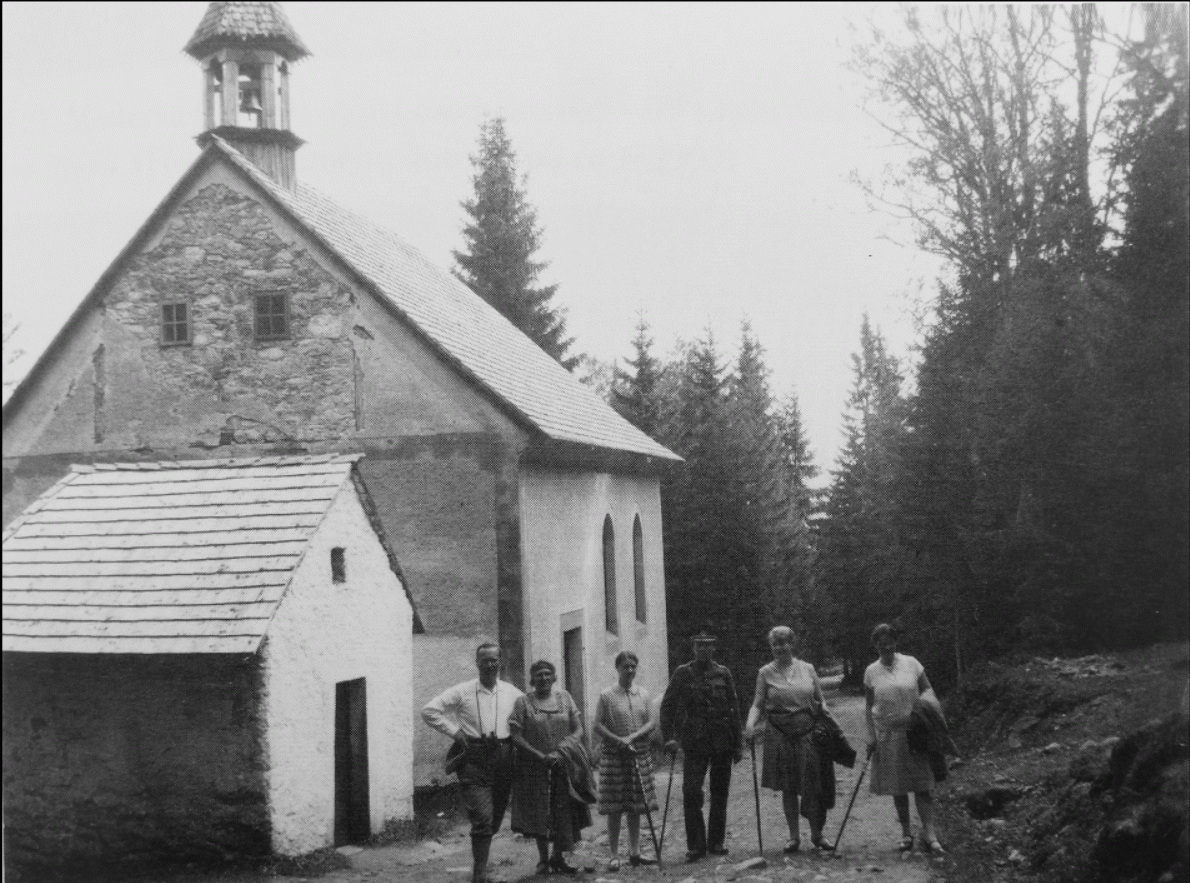
Kaple (1930)
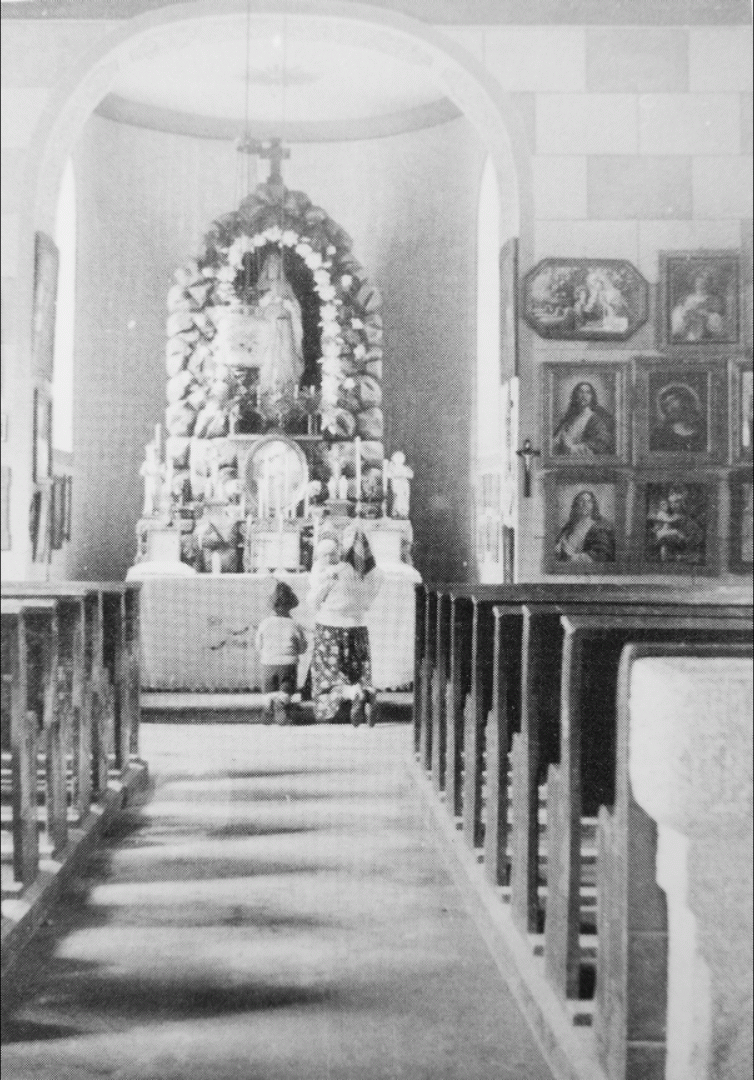
Interier kaple s oltářem Panny Marie Lurdské (1930)
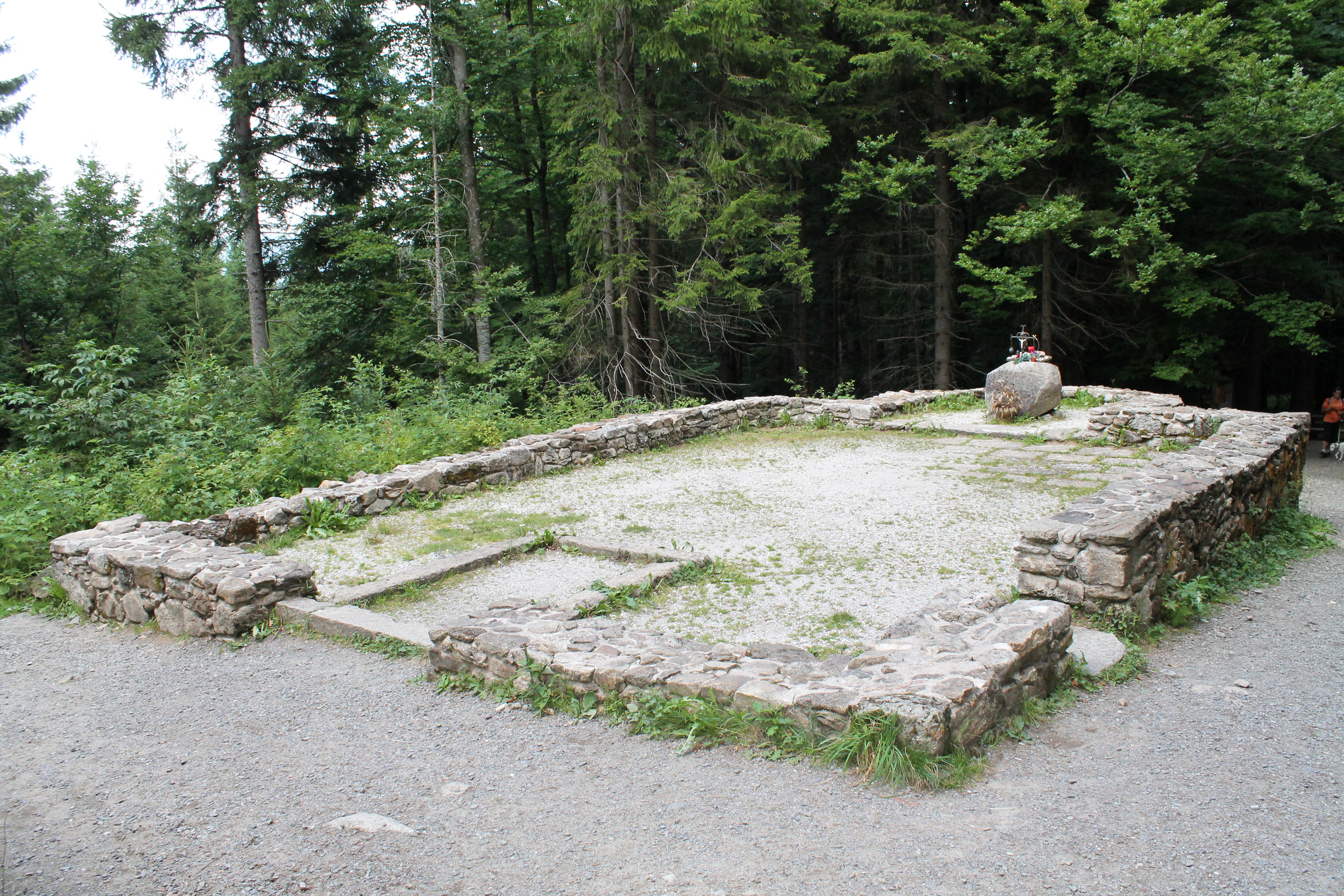
Obnovené základy kaple (2013)
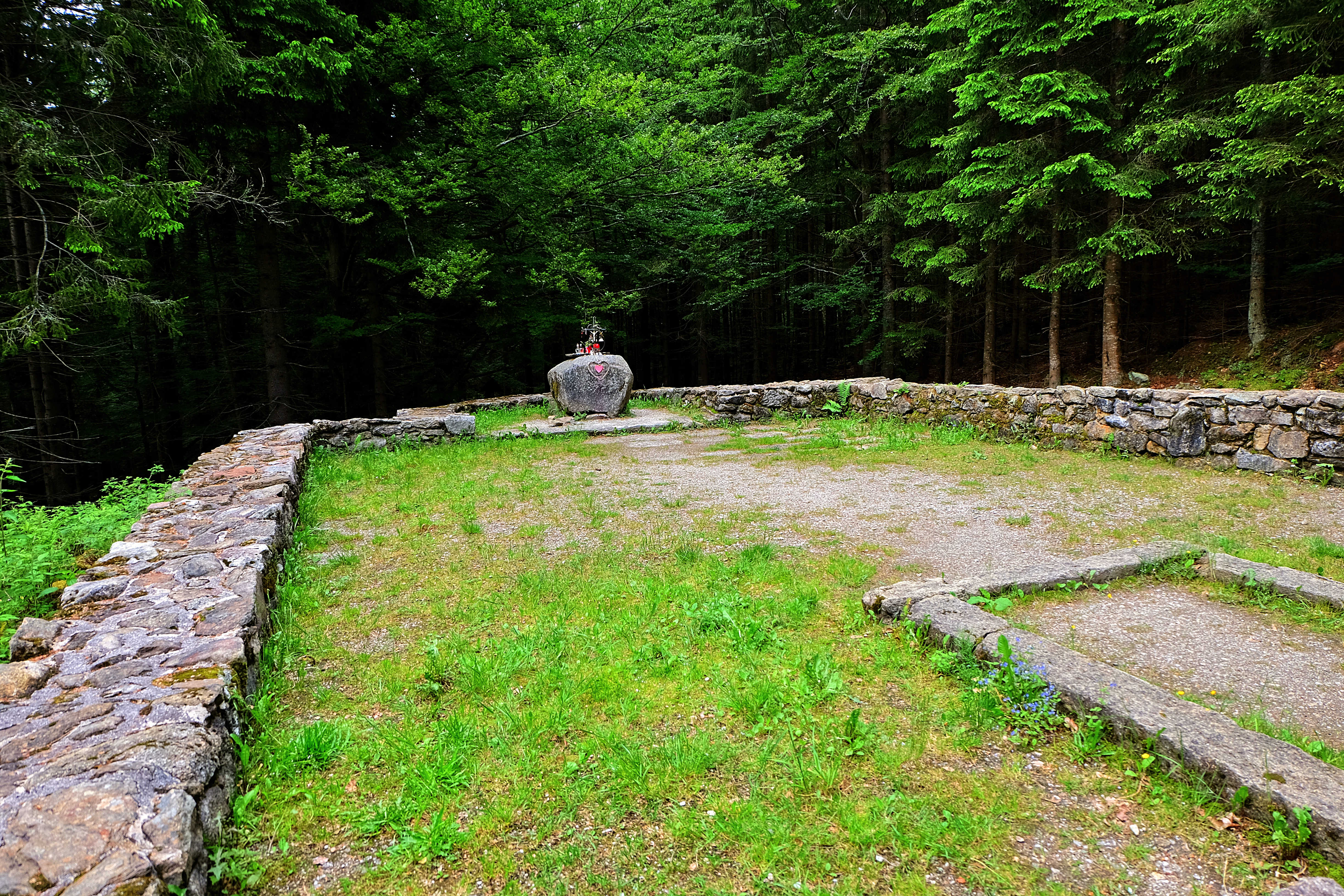
Základy kaple (2020)
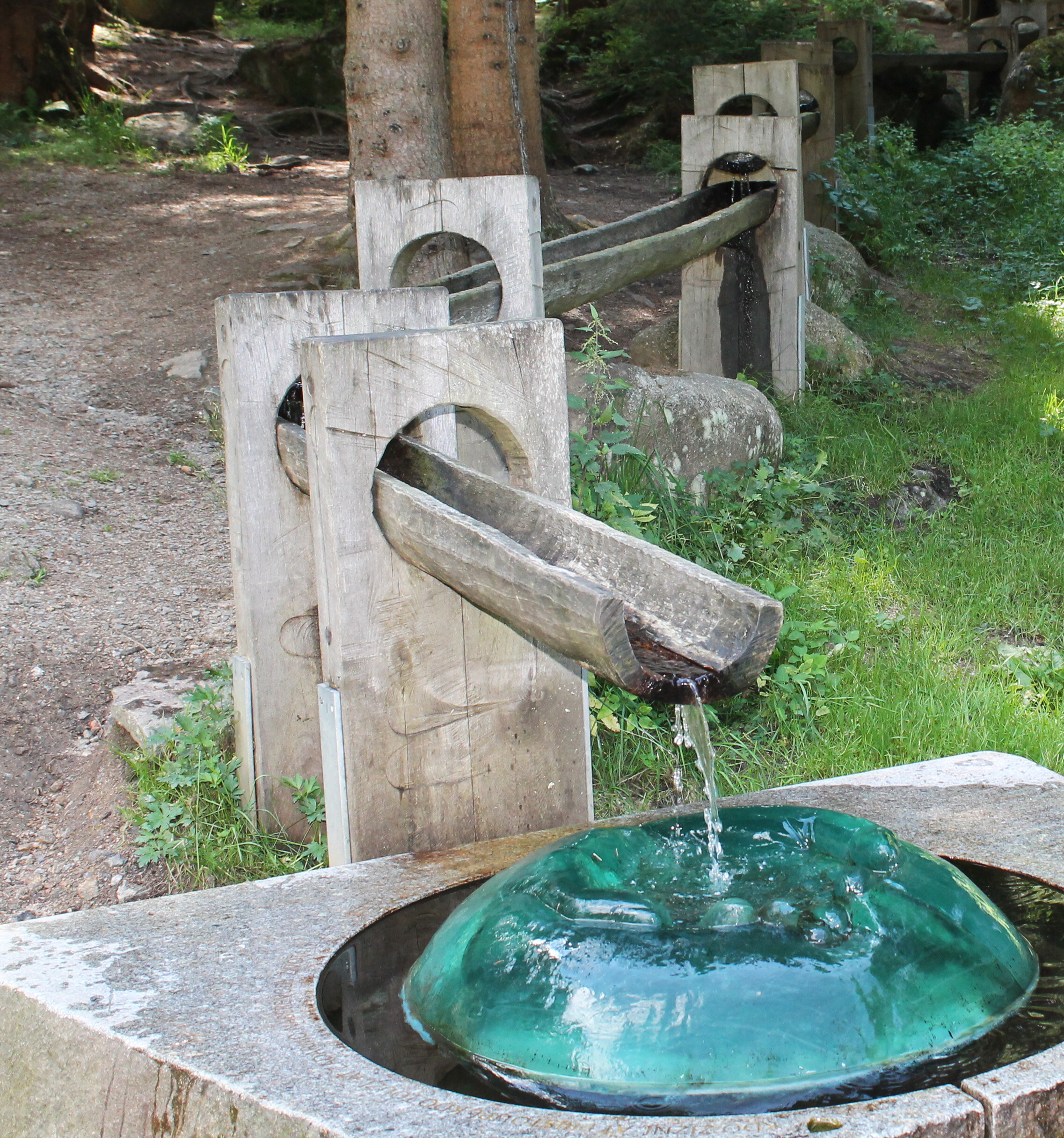
Pramen (2013)
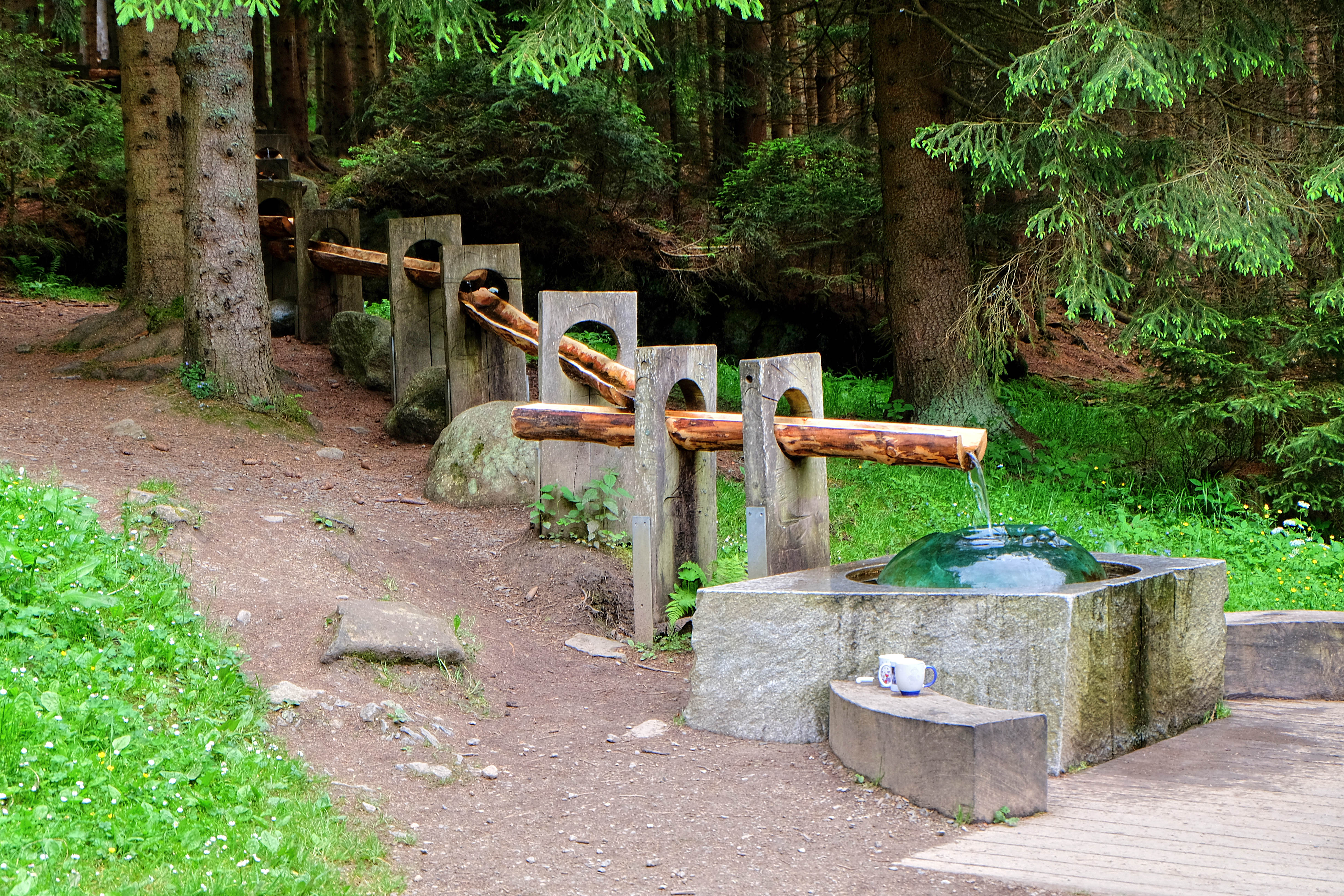
Pramen (2020)